# Billingshausen (Bovenden)
Billingshausen ist ein Ortsteil des Fleckens Bovenden in Niedersachsen. Es besteht aus Oberbillingshausen im Südosten und Unterbillingshausen im Nordwesten des Ortes.

## Geographische Lage
Billingshausen liegt im oberen Rodetal auf beiden Seiten des Rodebaches, dessen Quellen sich südlich und östlich des Ortes befinden. Südlich und westlich des Ortes steigt der Steilhang des Plessforstes auf, südöstlich die Lippberge.

## Geschichte
Seit wann Billingshausen kontinuierlich besiedelt ist, oder wann der Ort gegründet wurde, ist wie bei den meisten Orten unbekannt. Eine erste schriftliche Erwähnung findet sich in den Traditionen des Klosters Corvey aus der Zeit um 970 als Billugeshusen. Die Nennung in dieser Urkunde wird jedoch von einzelnen Historikern auch auf andere Orte gleichen oder ähnlichen Namens bezogen. Weitere schriftliche Nennungen gibt es um 1200 und 1262 als Billingeshusen. Der Name setzt sich aus dem Personennamen „Billing“ bzw. „Billung“ und der häufigen Ortsnamensendung „-hausen“ zusammen. Ein Zusammenhang mit dem Geschlecht der Billunger liegt nahe, ist aber nicht nachgewiesen, zumal der sächsische Graf Billing in Göttingen größere Ländereien besaß. Der erste schriftliche Hinweis auf die Existenz von Oberbillingshausen findet sich in einer Urkunde aus der Mitte des 13. Jahrhunderts, im Jahre 1306 wird Niedern Billingeshusen eindeutig in einer Urkunde genannt. Spätestens zu Beginn des 14. Jahrhunderts haben also beide Ortsteile als getrennte Siedlungen existiert. Während Unterbillingshausen im Herrschaftsgebiet der Grafen von Hardenberg lag, gehörte Oberbillingshausen zur Herrschaft Plesse. Im späteren Verlauf der Ortsgeschichte fiel Oberbillingshausen an den Landkreis Göttingen, während Unterbillingshausen zum Hardenberger Gericht und anschließend zum Landkreis Northeim zählte. Die Pfarrkirche für beide Orte sowie für die Nachbarorte Spanbeck und Holzerode befand sich bis 1540 in Unterbillingshausen. Durch die Einführung der Reformation in der Herrschaft Plesse änderten sich jedoch die konfessionellen Verhältnisse, seitdem übten beide Dörfer, sowie die umliegenden Ortschaften Spanbeck, Eddigehausen und Holzerode die jeweilige Konfession der Landesherren aus. Bis heute sind viele Bewohner Oberbillingshausens evangelisch-reformiert und die Unterbillingshäuser evangelisch-lutherisch.
In der Zeit der napoleonischen Herrschaft 1806 bis 1813 zählten Unter- und Oberbillingshausen zum Königreich Westphalen, jedoch konnten die französischen Verwaltungsprinzipien und Reformen in der kurzen Zeit nicht umgesetzt werden, die Verhältnisse änderten sich nach dem Wiener Kongress erneut. Das Amt Bovenden wurde an das Königreich Hannover abgetreten, 1866, mit der Annexion durch Preußen waren die hannoverschen Zeiten für die Billingshäuser wiederum vorbei. Die alten Ämter wurden 1884 zu Landkreisen umgebildet. Oberbillingshausen gehörte fortan zum Landkreis Göttingen während man Unterbillingshausen in den Landkreis Northeim eingliederte.
Einen wichtigen Einschnitt bedeutete für die Einwohner Ober- und Unterbillingshausen die Eröffnung des Kalibergwerks "Königshall-Hindenburg" im Jahre 1918. Für die weiteren 20 Jahre sollte der Betrieb nun der wichtigste Arbeitgeber vor Ort, sowie im Rode-, Bevertal und den angrenzenden Nachbargemeinden sein. 1938 suchte den Kalischacht ein Laugeneinbruch heim, dennoch wurde das Bergwerk nach dem Krieg, zwischen den Jahren 1946 bis 1967, weitergeführt.
Im Zuge der Gebietsreform vom 1. Januar 1973 in Kraft wurde Unterbilligshausen in den Landkreis Göttingen umgegliedert und zusammen mit der Gemeinde Oberbillingshausen in den Flecken Bovenden eingemeindet.

## Politik
Billingshausen hat einen Ortsrat der fünf Mitglieder umfasst. Seit der Kommunalwahl 2021 ist dieser wie folgt besetzt:
| Ortsrat Billingshausen 2021Insgesamt 5 Sitze - SPD: 4 - CDU: 1 |

## Religion

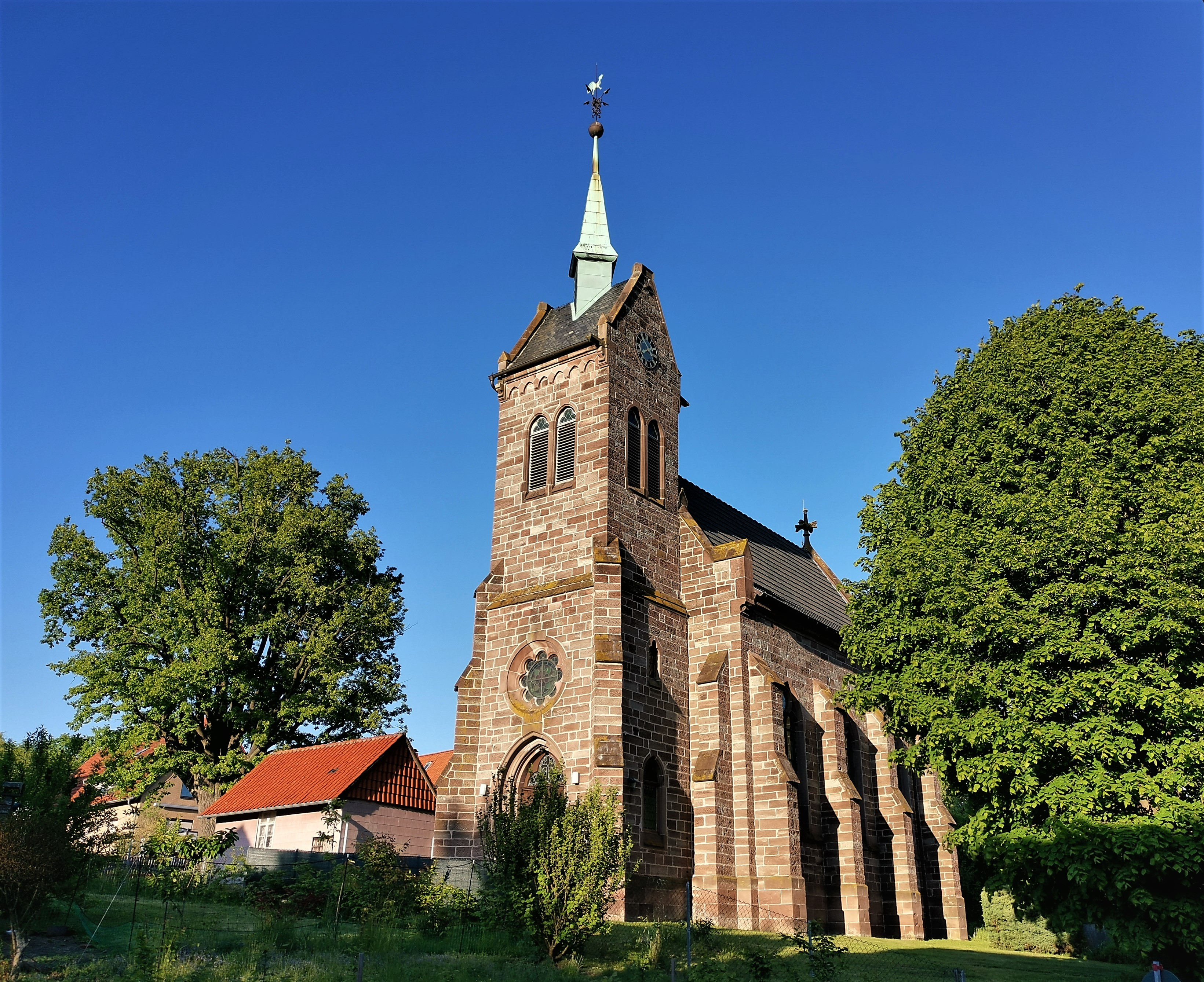
Kirche St. Martini

Die evangelisch-lutherische St.-Martini-Kirchengemeinde in Unterbillingshausen wurde zum 1. Januar 2010 mit der reformierten Gemeinde in Oberbillingshausen zur evangelischen Kirchengemeinde Billingshausen vereinigt.

## Wirtschaftliche Schwerpunkte
Der Ort Billingshausen ist aus wirtschaftlicher Sicht stark landwirtschaftlich geprägt. Neben der Viehzucht und -haltung gewinnt die Pferdewirtschaft zunehmend an Bedeutung.

## Kultur und Sehenswürdigkeiten

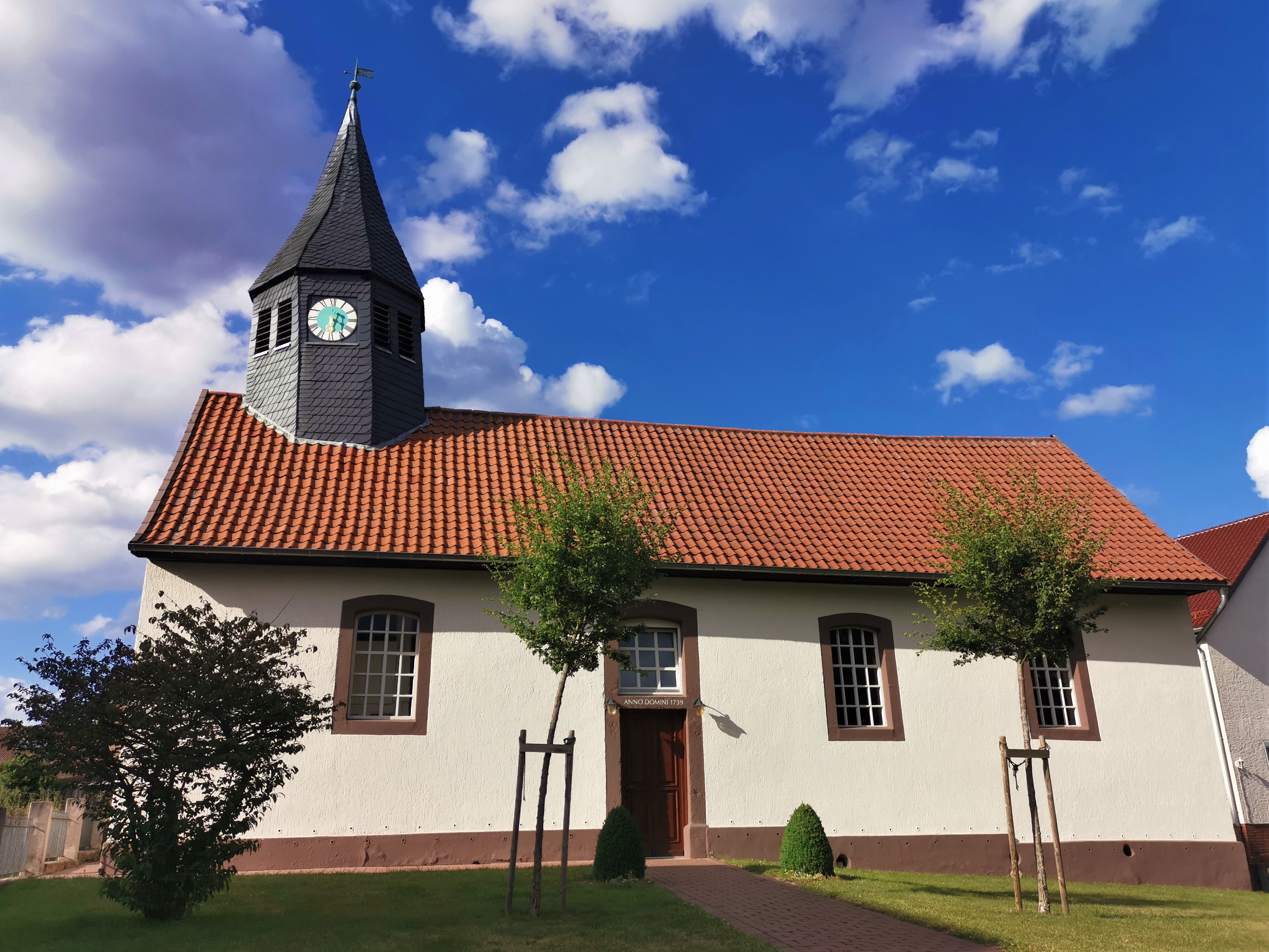
Ev. reformierte Kirche Oberbillingshausen

Der Hünstollen, eine frühgeschichtliche Wallanlage mit Aussichtsturm etwa 2,5 km südöstlich des Ortes, sowie die Ruine der Burg Plesse etwa 4 km westlich des Ortes sind beliebte Wanderziele im Plessforst.

### Ev. ref. Kirche Oberbillingshausen
Jener vierachsige längsrechteckige Saalbau wurde, wie über dem Portal an der Südwand zu lesen ist, im Jahr 1739 erbaut. Es wird durch ein einfaches Satteldach geschlossen. Am Westgiebel schließt sich ein verschieferter, achteckiger Dachreiter, mit einer schlichten Spitze an. Durchsetzt wird der Dachreiter durch paarweise angeordnete Schallöffnungen auf allen Seiten außer jene, an der die Uhr befestigt wurde. Die Wände sind unverputzt gegliedert und werden im Süden durch vier, im Osten durch ein Segmentbogenfenster mit Werksteineinrahmung unterbrochen. An der Südseite bildet zudem das Portal mit dem darüberliegenden Fenster und der Werksteineinrahmung eine Einheit. Die Nordwand ist geschlossen.